# Cacareco
Cacareco, née en 1954 et morte le 27 novembre 1962, est une femelle rhinocéros noir. Prêtée au parc zoologique de São Paulo par celui de Rio de Janeiro en 1959, elle est désignée candidate lors des élections municipales brésiliennes du 8 octobre 1959 à São Paulo, pour protester contre la corruption. 
L'animal, âgé de 4 ou 5 ans, obtint environ 100 000 votes de protestation soit 15 % des voix, soit plus que les onze partis d'opposition. En comparaison, le candidat ayant reçu le plus de votes n'a reçu que 10 079 voix et même le parti qui a obtenu la majorité des sièges a eu 95 000 votes. Son élection fut refusée par les responsables électoraux et un nouveau vote organisé la semaine suivante.
Cette idée de présenter un animal comme candidat proviendrait du journaliste Itaboraí Martins en protestation contre le faible niveau des 540 autres candidats aux 45 postes de conseillers municipaux.
Une semaine plus tard, elle est inscrite aux élections de Porto Alegre en même temps qu'un taureau, une chèvre et 212 humains.
On la désigne également pour être présidente du corps étudiant de l'université de La Havane[Quand ?], mais perd face à Rolando Cubela (en), un ministre de Fidel Castro.

## Postérité
L'histoire du rhinocéros Cacareco mort d'une maladie du foie inspire en 1963 la création du Parti Rhinocéros, un parti contestataire canadien.
Aujourd'hui, le terme « Voto Cacareco » est couramment utilisé au Brésil pour désigner un vote de protestation.